# Okapi-Wildtierreservat
Das Okapi-Wildtierreservat (franz. réserve de faune à okapis) ist ein UNESCO-Weltnaturerbe im Ituri-Regenwald im Nordosten der Demokratischen Republik Kongo, nahe den Grenzen zum Südsudan und Uganda. Seine Größe beträgt etwa 13.700 km², etwa ein Fünftel der Gesamtfläche des Waldes, und liegt zum größten Teil im Tal des Kongo-Flusses.
Das Gebiet ist die Heimat vieler Okapis. Ihre Zahl wurde im Jahr 1996 auf 3900 bis 6350 geschätzt, bei einer Gesamtpopulation von etwa 10.000 bis 20.000. Es beherbergt auch viele andere interessante oder gefährdete Tiere, zum Beispiel den Waldelefanten und mindestens 13 Arten von Altweltaffen, z. B. den Oustalet-Stummelaffen.
Am dortigen  Epulu-Fluss ist das Epulu Conservation and Research Center gelegen. Dieses geht auf eine Gründung des amerikanischen Anthropologen Patrick Putnam im Jahr 1928 als Fangstation für wilde Okapis für Zoos in Amerika und Europa zurück. Heute beteiligen sich Zoos an der Finanzierung der Station.
Das Reservat steht bereits seit 1997 auf der Roten Liste des gefährdeten Welterbes. Die Hauptbedrohungen sind Entwaldung durch Brandrodung für die Landwirtschaft sowie kommerzielle Jagd zum Verkauf von Wildfleisch. Der Abbau von Gold und Coltan ist ebenfalls problematisch. Im Juli 2012 wurde die Okapi-Station Epulu im Ituri-Regenwald von Rebellen angegriffen und zerstört. Sechs Menschen, meistens Ranger, und 13 der 14 dort gehaltenen Okapis wurden getötet und die Station wurde durch Feuer vernichtet. Der EEP-Koordinator Hofmann aus Antwerpen hat alle Okapis haltenden Zoos um zusätzliche Unterstützung gebeten, um die Station wieder aufbauen zu können.
Mit im Reservat leben nomadische Mbuti-Pygmäen und bantusprachige Bauern. In den Orten entlang einer durch das Reservat führenden Straße gibt es seit Jahren eine schleichende Immigration aus den dicht bevölkerten östlichen Landesteilen. Deswegen wurde inzwischen ein Programm gestartet, mit dem dieser Trend kontrolliert werden soll. Im Zentrum steht dabei die Verbesserung der Erträge auf den bestehenden landwirtschaftlichen Flächen.
Aufgrund der politischen und ökonomischen Verhältnisse im Kongo besteht keine ausreichende Finanzierung für die Einrichtungen des Reservates. Der erhoffte Ökotourismus und ein Umdenken der Bevölkerung sind noch nicht abzusehen.